# محمد محفوظ الترمسي
الترمسي هو أمام وعلامة وفقيه إسلامي ولد بقرية ترمس من قرى باتشيتان بالجاوى الشرقي بإندونيسيا في الثاني عشر من جمادي الأولى سنة 1285 هـ وأبوه غائب عنه في مكة المكرمة بالمملكة العربية السعودية.

## نشأته
تربى في حجر والدته وأخواله فحفظ القرآن وتلقى مبادئ العلوم عن شيخ مكتب القرية من أفاضل جاوه
ثم استقدمه والده إلى مكة المكرمة سنة 1291 هـ فاستوطئها وقرأ عليه جملة من الكتب،ثم رجع إلى جاوه بصحبة أبيه وانتقل إلى سماران بالجاوى الوسطى ولازم بها الشيخ صالح بن عمر السماراني ومكث عنده في الرباط وقرأ عليه جملة من الكتب
ثم رحل ثانيا منها مهاجرا إلى مكة المكرمة فأقام بها وتلقى العلوم والفنون على كبار علمائها وتفقه على العلامة السيد أبي بكر محمد شطا المكي وهو عمدته في الرواية والتحديث
سمع كثيرا من كتب الحديث والمصطلح على العلامة المحدث السيد حسين بن محمد الحبشي المكي وقرأ كثيرا من كتب الحديث وعلومه على العلامة شيخ الشافعية بمكة الشيخ محمد سعيد بابصيل وأخذ القراءات الأربع عشرة على العلامة عمدة المقرئين بمكة المكرمة الشيخ محمد الشربيني الدمياطي وجد واجتهد في التحصيل وطلب العلوم والفنون حتى برز في الحديث وعلومه والفقه وأصوله والقراءات وشارك في فنون كثيرة وأجازه مشايخه بالتدريس وتصدى للإفادة بالمسجد الحرام عند باب الصفا وبمنزله فأقبل عليه الناس وأقبل عليه الطلبة من كل حدب لاجتناء ثماره اليانعة

## صفاته الخلقية
كان الإمام الترمسي حسن الأخلاق لطيف المعاشرة لا يتدخل فيما لا يعينه وكان يأتيه من بلدته ما يكفيه قانعا متورعا غاية في التواضع

## شيوخ الشيخ محفوظ الترمسي
تتلمذ الإمام الترمسي على أعيان علماء عصره فأفاد منهم ونهل من معينهم ومن أبرز شيوخه 
العلامة الشيخ مصطفى بن محمد بن سليمان العفيفي المكي الشافعي، ولد ببلدة عفيف من قرى مصر حفظ القرآن وجوده وحفظ كثيرا من المتون وعرضها على مشايخ الأزهر، وقرأ على كثير من علماء الأزهر كالشيخ مصطفى البولاقي، ثم قدم مكة واستقر بها، فقرأ على الشيخ جمال الحنفي وغيره، فأجازه مشايخه بالتدريس، فجلس له بالمسجد الحرام، فدرس وأفاد, قال الإمام الترمسي: حضرت عنده في شرح المحقق المحلي على جمع الجوامع ومغني اللبيب، وتوفي بمكة سنة 1308 هـ.
- العلامة الشيخ أبو بكر بن حمد زين العابدين شطا الشافعي المكي
- العلامة الشيخ عمر بن بركات بن أحمد الشامي البقاعي الأزهري المكي الشافعي
- والده اإمام العلامة الشيخ عبد الله بن عبد المنان الترمسي
- العلامية محمد المنشاوي الشهير بالمقرئ
- العلامة السيد أحمد الزواوي المكي المالكي
- العلامة الشيخ محمد الشربيني الدمياطي
- العلامة الشيخ الصالح المسند محمد أمين بن أحمد رضوان المدني
- العلامة الحبيب حسين بن محمد بن حسين الحبشي الشافعي
- العلامة محمد سعيد بابصيل الحضرمي الشافعي المكي مفتي الشافعية وشيخ العلماء بمكة المكرمة
- العلامة الشيخ صالح بن عمر السماراني

## تلاميذه الشيخ
وبعد أن أجازه مشايخه بالعلوم الشرعية العقلية منها والنقلية وأذانوا له بالتدريس تصدر الإمام الترمسي للتدريس والإفادة بالمسجد الحرام عند باب الصفا كما تقدم , فأقبل عليه الناس من كل حدب وتخرج على يديه ما لا يحصى، وروى عنه ما له جماعة من العلماء والأعيان فمن هؤلاء
- العلامة علي بن عبد الله بن محمد أرشد بن عبد الله البنجزي الإندونيسي المكي الشافعي
- العلامية عمر بن أبي بكر عبد الله بن عمر بن علي بن محمد باجنيد الحضرمي المكي
- العلامة المقرئ المحدث أحمد بن عبد الله بن محمد شهاب الدين الدمشقي المخللاتي
- العلامة الحافظ محمد حبيب بن عبد الله بن أحمد مايأبى الجنكي الشنقيطي المالكي
- العلامة محمد باقر الجاوي المريكي
- العلامة الشيخ الكياهي باقر بن محمد نور بن فاضل بن إبراهيم الجوكجاوي الإندونيسي المكي
- العلامة محمد عبد الباقي بن علي بن محمد معين الأيوب اللكنوي
- العلامة محمد هاشم أشعري الجومباني الشافعي
- العلامة المحدث عمر بن حمدان بنعمر المحرسي المدني المكي
- العلامة المحقق الشيخ الكياهي إحسان بن عبد الله بن محمد صالح بن عبد الرحمن الجمفسي
- العلامة الشيخ الكياهي عبد المحيط بن يعقوب بن فانجي السرباوي الجاوي المكي
- العلامة المعمر الكياهي بيضاوي بن عبد العزيز بن بيضاوي الإندونيسي اللاسمي الشافعي
- العلامة المعمر الكياهي معصوم بن أحمد بن عبد الكريم اللاسمي
- العلامية الشيخ الكياهي صديق بن عبد الله بن صالح بن محمد اللاسمي الجميري
- العلامة الفقيه الكياهي عبد الوهاب بن حسب الله الجومباني
- كاتبه الكياهي خليل اللاسمي

## مؤلفاته
لقد صنف الإمام الترمسي مصنفات عديدة في مختلف العلوم هي في غاية الحسن والإتقان ما يدل على فضل هذا الإمام وسعة اطلاعه وتفننه في العلوم فقد صنف في الفقه وأصوله والحديث وعلومه والقراءات وغير ذلك ومن مصنفاته
- إسعاف المطالع بشرح البدر اللامع نظم جمع الجوامع
- انشراح الفؤاد في قراءة الإمام حمزة روايتي خلف وخلاد
- البدر المنير في قراءة الإمام ابن كثير
- بغية الإذكياء في البحث عن كرامات الأولياء رضي الله عنهم
- تعميم المنافع بقراء الإمام نافع
- تنوير الصدر في قراء الإمام أبي عمرو
- تهيئة الفكر بشرح ألفية السير للعراقي رحمه الله تعالي
- ثلاثيات البخاري
- الخلعة الفكرية شرح المنحة الخيرية
- السقاية المرضية في أسامي كتب أصحابنا الشافعية
- عناية المفتقر فيما يتعلق بسيدنا الخضر عليه السلام
- غنية الطلبة بشرح نظم الطيبة في القراءات العشرية
- فتح الخبير بشرح مفتاح السير
- الفوائد الترمسية في أسانيد القراءات العشري
- كفاية المستفيد فيما علا من الأسانيد
- المنحة الخيرية في أربعين حديثا من أحاديث خير البرية صلى الله عليه وسلم
- منهج ذوي النظر في شرح منظومة علم الأثر
- موهبة ذي الفضل حاشية على شرح مختصر بافضل
- نيل المأمول بحاشية غاية الوصول في علم الأصول